# Абади, Симон
Симо́н Абади́ (фр. Simon Abadie, род. 9 марта 1978, Лурд) — бывший французский автогонщик, бронзовый призёр низшего дивизиона Мировой серии Рено (2004), участник европейского чемпионата «Формулы-3» (2003). После завершения карьеры, с 2006 года — руководитель команды Tech 1 Racing, выступающей в Мировой серии Рено.

## Карьера[3]
- 1995—1997 — картинг.
- 1998 — французский чемпионат «Формулы Рено».
- 1999 — французский чемпионат «Формулы Рено», 6-е место.
- 2000 — французский чемпионат Формулы Рено, 2-е место.
- 2001 — французский чемпионат Формулы-3, команда «Графф», 10-е место.
- 2002 — французский чемпионат «Формулы-3», команда «Солнье», 4-е место.
- 2003 — Евросерия «Формулы-3», команда «Солнье», 14-е место.
- 2004 — World Series Light, команда «Графф», 3-е место.
- 2005 — Еврокубок Рено Меган.